# Projekt 10510
Projekt 10510 je perspektivní třída ruských jaderných ledoborců. Původně byly objednány tři jednotky této třídy, ale roku 2023 byla stavba omezena na prototypovou jednotku Rossija. Ta je ve stavbě od roku 2021. V případě dokončení se stane nejvýkonnějším ledoborcem světa. Překonal by ruské ledoborce projektu 22220.

## Stavba
V lednu 2020 ruská vláda vyčlenila ekvivalent 1,85 miliardy Euro na stavbu velkého ledoborce projektu 10510. Jeho nasazení má pomoci zpřístupnit Severní mořskou cestu, což je dlouholetá ruská priorita. Putin požadoval, aby se do roku 2024 po trase přepravilo nejméně 80 milionů tun zboží a do roku 2035 ročně 130 milionů tun. Nasazení ledoborců projektu 10510 bylo důležitou součástí tohoto plánu. S tím koresponduje vysoká cena i výkony tohoto typu. Jeho pohonný systém je dvakrát silnější než u nejsilnějších současných ledoborců projektu 22220.
Dne 23. dubna 2020 podepsala dceřiná společnost Rosatomu Atomflot s ruskou loděnicí Zvezda zakázku na stavbu prototypového ledoborce této třídy. Dodání prototypového plavidla bylo plánováno na rok 2027. Kýl prototypového ledoborce Rossija byl založen 5. července 2021 v loděnici Zvezda ve městě Bolšoj Kameň na Dálném východě. Zahájení stavby druhé a třetí jednotky bylo plánováno na roky 2023 a 2025 a jejich dokončení na roky 2030 a 2032.
Situace se změnila po otevřené ruské invazi na Ukrajinu v roce 2022. V únoru 2023, dva dny po přijetí desátého balíčku sankcí Evropskou unií, jehož část byla zaměřena na společnost Atomflot, Rusko oznámilo upuštění od stavby druhé a třetí jednotky této třídy. Dle aktualizované ruské arktické strategie, popsané prezidentem Putinem v únoru 2023, bude do roku 2035 dokončen pouze prototypový ledoborec Rossija. Kompenzovat to má pokračování stavby jaderných ledoborců projektu 22220.
Dokončení ledoborce Rossija komplikuje řada problémů. V březnu 2023 tak byl ledoborec hotov z 5 % oproti plánovaným 15 %. Dle listu Kommersant může být plavidlo až o 60 % dražší (2,4 miliardy Euro) a patrně nebude dokončeno dle plánu. Část komponentů (včetně součástí trupu) loděnice Zvezda objednala u ukrajinského závodu Energomašpešstal v Kramatorsku. Dne 5. května 2023 Rusko závod těžce poškodilo bombardováním, takže zastavil výrobu. V květnu 2024 první místopředseda ruské vlády Denis Manturov uvedl, že ledoborec Rossija má být uveden do provozu v roce 2030, tedy s tříletým zpožděním.
Další komplikací je potopení ruské nákladní lodi MV Ursa Major ve Středozemním moři dne 24. prosince 2024. Plavilo potopila exploze v oblasti strojovny. Součástí jeho nákladu byly přístavní jeřáby a dva 45tunové poklopy na reaktory ledoborce Rossija.
Jednotky projektu 10510:
| Jméno   | Založení kýlu    | Spuštěna | Vstup do služby | Status                   |
| ------- | ---------------- | -------- | --------------- | ------------------------ |
| Rossija | 5. července 2021 |          |                 | ve stavbě                |
|         |                  |          |                 | stavba zrušena roku 2022 |
|         |                  |          |                 | stavba zrušena roku 2022 |

## Konstrukce
Na zádi je přistávací plocha pro vrtulník. Pohonný systém má celkový výkon 120 MW. Jeho hlavní součástí jsou dva jaderné reaktory RITM-400 (celkem 40 MW). Plavidlo má čtyři lodní šrouby. Nejvyšší rychlost dosahuje 22 uzlů. Ledoborec dokáže plout ledem silným až čtyři metry.